# Бишоп, Джон Майкл
Джон Майкл Бишоп (англ. John Michael Bishop; род. 22 февраля 1936, Йорк, Пенсильвания, США) — американский иммунолог и микробиолог, лауреат Нобелевской премии по физиологии и медицине 1989 года. Профессор Калифорнийского университета в Сан-Франциско. Член Национальной академии наук США (1980). Удостоен Национальной научной медали в 2003 году.

## Биография
Джон Майкл Бишоп родился 22 февраля 1936 года в Йорке (Пенсильвания) в семье лютеранского священника. Он окончил небольшую деревенскую школу, а затем провинциальную высшую школу. Дружба с семейным врачом Робертом Кафом стимулировала его интерес к биологии человека. Решив поступать в медицинскую школу, Бишоп сначала окончил Геттисбургский колледж, а затем начал изучать медицину в Гарвардском университете, где в 1962 году получил степень доктора медицины. Там он впервые начал заниматься с вирусами животных. После окончания медицинской школы Бишоп 2 года проработал врачом в Массачусетском общем госпитале, а затем поступил в пост-докторантуру в Национальный институт здоровья в Бетезде, где занимался репликацией полиовируса, а после годичного пребывания в Гамбурге получил позицию в Университете Калифорнии в Сан-Франциско, где работает до сих пор.
Член Американской академии искусств и наук (1984) и Американского философского общества  (1995), а также Европейской академии (1993). Иностранный член Лондонского королевского общества (2008).
В 1992 году подписал «Предупреждение человечеству».

## Научный вклад
Изначально Джон Бишоп интересовался молекулярной биологией, но недостаток опыта не позволил ему напрямую заниматься исследованиями в этой области, поэтому он выбрал научную нишу, которая, не являясь областью фундаментальной молекулярной биологии, тем не менее позволила ему быть вовлечённым в неё. Он занимался вирусами, в частности их репликацией. В Калифорнийском университете Бишоп начал работать с вирусом саркомы, который позже стал одним из классических ретровирусов. В это время Ховард Темин и Давид Балтимор открыли обратную транскриптазу, ключевой фермент ретровируса. Бишоп смог описать механизм копирования РНК в ДНК обратной транскиптазой и охарактеризовал вирусную РНК в инфицированной клетке. В конце 1970-х годов Бишоп вместе с Харолдом Вармусом исследовали как вирус саркомы трансформирует инфицированные клетки в неоплазму. Они обнаружили, что ген вируса, вызывающий образование опухоли, или неопластическую трансформацию инфицированных клеток, (src) оказался в вирусном геноме в результате захвата нормального клеточного гена (прото-онкогена) в процессе трансдукции. Мутация этого гена превратила его в онкоген.

## Награды
- 1982 — Премия Альберта Ласкера за фундаментальные медицинские исследования, «For the discovery that oncogenes are present in normal cells»[8]
- 1984 — Международная премия Гайрднера, «For research on viral and cellular oncogenes that extends our understanding of the molecular basis of human cancer»[9]
- 1986 — Премия Диксона
- 1989 — Нобелевская премия по физиологии и медицине (вместе с Харолдом Вармусом), «За открытие клеточной природы ретровирусных онкогенов.»
- 1998 — ASCB Public Service Award[англ.]
- 2003 — Национальная научная медаль США в номинации «Биологические науки», «For his discovery that the genes that determine the cancer-causing potential of certain viruses are counterparts of and derived from essential cellular genes, and that derangement of these cellular genes can lead to growth aberrations and cancer»[10][11]